# Istoria clubului CFR Cluj
CFR Cluj este un club de fotbal profesionist din Cluj-Napoca, România, care evoluează în SuperLiga României. CFR Cluj a luat ființă în 1907 sub numele de Kolozsvári Vasutas Sport Club (KVSC), echipa feroviarilor clujeni. Este a treia echipă înființată la Cluj și a zecea apărută pe teritoriul actual al României.
Din 1907 până în 1910, echipa a jucat în campionatul municipal. Cu toate acestea, clubul nu a avut realizări notabile în acest timp. În 1911, echipa a câștigat noul Campionat al Transilvaniei. Clubul a terminat în mod constant pe locul al doilea în acea competiție între 1911 și 1914, competiție care a fost întreruptă din cauza Primului Război Mondial. După război, în 1920, Transilvania s-a reunit cu România și clubul și-a schimbat numele în CFR Cluj, menținându-și legături cu organizația feroviară națională, de data aceasta transportatorul feroviar de stat român, Căile Ferate Române, de unde și acronimul. Au continuat să câștige două titluri regionale, în anii 1918-19 și 1919-20.
La sfârșitul sezonului 1968-69, echipa promovează în Divizia A, după o lungă perioadă de timp (echipa a mai evoluat în prima divizie și în sezoanele 1947-48 și 1948-49). Urmează participări consecutive în prima ligă, între 1969 și 1976, după care echipa retrogradează din nou în Divizia B.
CFR trece printr-o perioadă precară din punct de vedere sportiv și financiar, echipa nereușind după revoluție niciun rezultat notabil. Sfârșitul sezonului 2003-2004 aduce din nou promovarea pe prima scenă a fotbalului românesc după ce în 2002, clubul este preluat de Árpád Pászkány.
În sezonul 2007-2008, CFR Cluj câștigă primul său titlu din istorie. Urmează perioada de glorie a echipei din Gruia care reușește să câștige și titlurile din 2010 și 2011. În 2014, Árpád Pászkány părășește clubul, urmând o situație precară din punct de vedere financiar. 4 ani mai târziu însă, după o reorganizare administrativă, echipa câștigă cel de-al patrulea său titlu din istorie. CFR nu se oprește aici și câștigă și următoarele 3 titluri, reușind o dominare a fotbalului românesc.

## Primii ani: 1907-1921

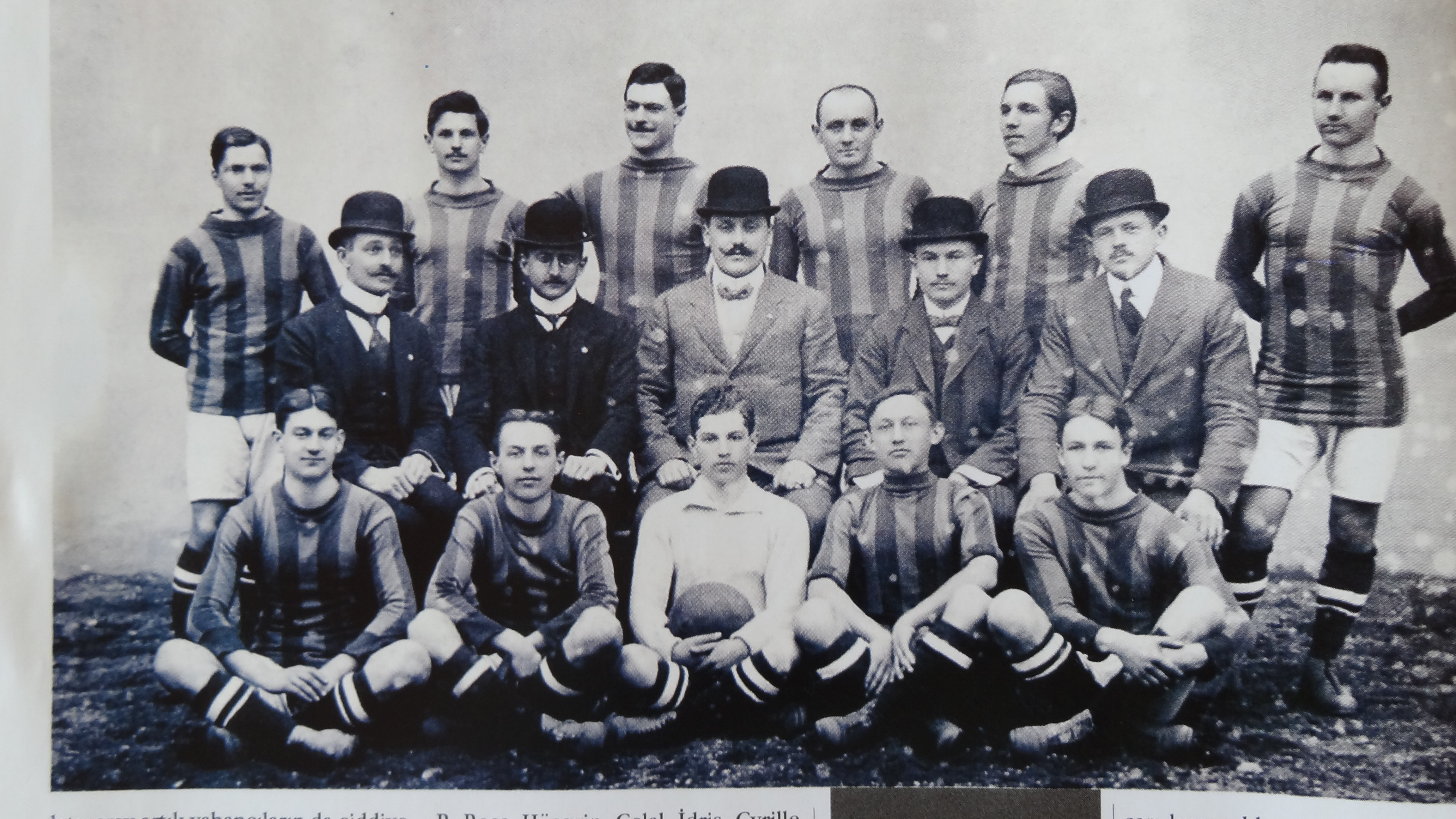
Echipa CFR-ului în 1911

Nu sunt cunoscute cu certitudine anumite date despre începuturile echipei, Kolozsvári Vasutas Sport Club. Echipa feroviarilor clujeni, precursoarea CFR-ului de astăzi, a luat ființă în noiembrie 1907, la 2 ani de la disputarea primei partide oficiale de fotbal în Cluj. Potrivit documentelor vremii, este a treia echipă înființată la Cluj și a zecea apărută pe teritoriul actual al României. Primul rezultat a fost o înfrângere cu 0-23 în fața celor de la CA Cluj - KKAC. Următoarele rezultate, tot mai strânse, o plasează la sfârșitul sezonului pe ultima treaptă (a treia) a clasamentului. Un an mai târziu, în 1908, KVSC marchează 2 goluri în poarta celebrului Károly Zsák, portarul titular al echipei naționale de fotbal a Ungariei, în meciul cu 33 FC Budapesta, încheiat cu scorul de 2-8. Au urmat succese și în meciurile de campionat, rezultatul: locul 2 în sezoanele 1908-1909 și 1909-1910. Încă din vara lui 1910, meciurile dintre studenți și feroviari, Academia Comercială Cluj - KASK - KVSC, devin adevăratele derby-uri fotbalistice ale Clujului. Feroviarii câștigă pentru prima oară Campionatul Transilvaniei la a patra ediție la care participă, 1910–1911, impunându-se în partida decisivă cu 3-2 în fața studenților, la capătul unui meci dramatic. La acea dată, Clujul făcea parte din Imperiul Austro-Ungar, motiv pentru care echipa a evoluat contra unor combatante maghiare.
Competiția se dezvoltă, rapid, înspre un campionat format din opt echipe. În sezonul 1911–1912, formația feroviarilor și-a schimbat denumirea în KTC, Kolozsvári Torna Club= Clubul Gimnastic Cluj. Anul 1913 consemnează un eveniment istoric în viața echipei: KTC joacă la Cluj împotriva lui Ferencváros, campioana Ungariei, scor 0-7. Conform ziarului ”Sport” din Seghedin din 17.11.1913 la finalul turului, liderul de toamnă a fost CG Cluj(azi CFR Cluj), cu următoarea linie de clasament:
| Poz | Echipă        | Pld | W | D | L | GF | GA | GD  | Pct |
| --- | ------------- | --- | - | - | - | -- | -- | --- | --- |
| 1   | CG Cluj - KTC | 9   | 7 | 1 | 1 | 39 | 7  | +32 | 15  |

Pentru prima dată în istoria campionatului regional - într-o luptă strânsă până la capăt cu CG Cluj - clubul CA Cluj a ieșit campion.
| Poz | Echipă        | Pld | W | D | L | GF | GA | GD | Pct |
| --- | ------------- | --- | - | - | - | -- | -- | -- | --- |
| 1   | CA Cluj - KAK | -   | - | - | - | -  | -  | -  | 35  |
| 2   | CG Cluj - KTC | -   | - | - | - | -  | -  | -  | 34  |

Imediat după război, 1918-1920, CFR-iștii clujeni își trec în palmares două titluri de campioni districtuali, la mare luptă cu studenții, denumiți CA Universitar Cluj - KEAC. În contextul reorganizării activității sportive în cadrul României Mari, echipa și-a schimbat numele în CFR,  menținându-și legăturile cu organizația feroviară națională, de data aceasta transportatorul feroviar de stat român, Căile Ferate Române, de unde și acronimul.

## Găsirea identității: 1921-1945
În aprilie 1921, oficialii CFR Cluj participă la București la adunarea generală a Federației Societăților Sportive din România, adunare convocată în vederea unificării Federației de Sport din România cu cele din teritoriile alipite după Primul Război Mondial. Conducătorii feroviarilor clujeni acceptă înscrierea CFR-ului în primul campionat al României întregite, în sezonul 1921-1922. În 1922, la derby-ul local, Victoria Cluj-CFR Cluj, toți cei 22 de jucători intrați pe teren se aflau sub influența alcoolului. În toamna aceluiași an, altercația dintre fanii lui CA Cluj și cei ai feroviarilor provoacă prăbușirea unui colț de tribună, accident soldat cu rănirea mai multor suporteri. CFR-ul se confruntă, însă, nu doar cu probleme disciplinare, ci și cu grave probleme organizatorice: în 1923, zece titulari au demisionat de la echipă și s-au transferat la alte asociații. 
Primul rezultat de răsunet din istoria CFR-ului vine în 1924: 1-1 cu tripla campioană a României, Chinezul Timișoara, joc prilejuit de inaugurarea stadionului CFR, situat în vecinătatea Atelierelor feroviarilor. În anii următori, CFR-ul continuă să joace bine, amenințând echipele care luptau pentru titlu. Nesprijinită de noua conducere a Căilor Ferate Cluj, instalată în 1926, echipa se retrage din campionat în chiar anul în care ar fi trebuit să celebreze două decenii de istorie. Feroviarii revin cu succes în activitatea competițională în sezonul 1928-1929, învingând atât pe „U”, cât și pe România Cluj, însă lipsurile financiare îi forțează curând la un al doilea abandon, în ediția 1930-1931. Reformarea fotbalului românesc, prin înființarea, în septembrie 1932, a Diviziei Naționale, îi prinde astfel nepregătiți pe CFR-iști, care nu pot emite pretenții la accederea în primul eșalon valoric în fața Universității Cluj. Anul următor, la mare luptă cu CA Cluj, feroviarii pierd în ultima etapă oportunitatea promovării din oficiu în prima ligă, rămânând în continuare în district. Când, după încă un sezon, se impun din nou la nivel districtual, CFR-iștii nu promovează decât în Divizia B, atunci înființată. Până în 1938, alb-vișiniii retrogradează din nou în district. Promovați direct în Divizia B în 1940, după desființarea Diviziei C, CFR-iștii sunt stopați în ascensiunea lor promițătoare de Dictatul de la Viena.

## Anii Doctorului Rădulescu: 1945-1982
După încheierea războiului, feroviarii clujeni sunt primii fotbaliști din România care ies pe teren, evoluând cu succes, pe 1 și 2 aprilie 1945, în compania colegilor din Simeria (9-4) și Brașov (6-0).
În toamna lui 1945, CFR se înscrie în divizia districtuală care avea să stabilească cele două reprezentante ale Clujului în Divizia A, reînființată după război. Feroviarii termină pe locul 3 în una din cele două serii și sunt distribuiți în Divizia C, la capătul unui sezon în care Ferar Cluj și Universitatea Cluj promovează în A. Întărită cu câțiva jucători de la Victoria Cluj, CFR-ul termină anul următor pe primul loc în seria a III-a din Divizia C. Finalul turului sezonului 1947-1948 îi găsește pe CFR-iști pe poziția a III-a în Divizia B, cu șanse minime de promovare. Totuși, 2 luni mai târziu, CFR juca în Divizia A, profitând de situația financiară precară a clujenilor de la Ferar. Oficialii feroviari obțin fuziunea cu această echipă, sub numele de CFR Cluj. În chiar primul lor meci în Divizia A, CFR-iștii obțin un rezultat memorabil, 2-2 împotriva campioanei UTA Arad. În ciuda rezultatelor oscilante, feroviarii se salvează fără probleme de la retrogradare. Sezonul următor propulsează CFR-ul, din nou în premieră, pe primul loc în campionat, la finele etapelor a III-a și a IX-a. Sincopele incredibile din retur și decizia federației de a restrânge numărul prim-divizionarelor prin retrogradarea a patru echipe duc la căderea CFR-ului din Cluj,trupă cu patru internaționali români la acea vreme, în Divizia B, la sfîrșitul sezonului 1948-1949. În 1950, CFR-ul schimbă nu doar eșalonul, ci și numele: la jumătatea secolului trecut, prin decizia guvernului comunist, toate echipele feroviare din țară, inclusiv Rapid, adoptă denumirea de Locomotive. Părăsită de titularii din Divizia A, Locomotiva Cluj mizează pe un consistent contingent de medici ajunși de la Universitate prin detașarea lor la Spitalul CFR. Foștii U-ști, jucători foarte experimentați, nu reușesc, însă, să readucă trupa feroviarilor în prima divizie. În 1957, CFR-ul, antrenat de fostul celebru internațional, Ștefan Dobay, retrogradează în Divizia C în chiar anul semicentenarului clubului.

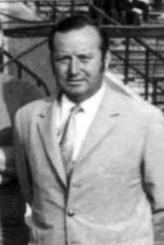
Dr. Constantin Rădulescu, considerat creatorul CFR-ului

Deși surclasată în campionat, CFR-ul ajunge în divizia secundă, beneficiind de o redimensionare a numărului de echipe din Divizia B. Promovarea e dublată pentru CFR-iști, în 1960, de bucuria câștigării Cupei Congresului al VIII-lea al PCR, trofeu pe care și-l adjudecă după ce trec de marile rivale locale, Rapid și Știința Cluj. În același an, divizionarele secunde, CFR și Rapid, sunt împinse de înalți responsabili locali să fuzioneze, din dorința ca județul Cluj să poată da o a doua echipă puternică pe lângă Știința Cluj. În anii '60, echipa Dermata Cluj a fuzionat cu CFR Cluj. Clubul Sportiv Muncitoresc Cluj (CSMC), vectorul de performanță fotbalistică al muncitorilor feroviari și pielari de sub Feleac, ia astfel naștere prin selecționarea celor mai buni jucători de la CFR și Rapid, sub conducerea tehnică a celui care avea să devină cel mai titrat antrenor român al tuturor timpurilor, Ștefan Covaci. Din două echipe bune se încropește, însă, una proastă. Presimțind parcă finalul CSMC-ului, atât Regionala CFR, cât și Fabrica pe Pielărie și Încălțăminte continuă să-și susțină, separat, echipe de fotbal proprii, la nivel de amatori. Astfel, după fuziunea dintre CFR și Rapid, sportul feroviar continuă sub forma echipei Depoul de Locomotive Cluj. Începând cu sezonul 1964-1965, CFR-iștii renunță la girarea managerială a CSMC-ului. În același sezon, echipa de amatori a feroviarilor clujeni, Depoul de Locomotive, promovează în campionatul regional, acolo unde, două campionate mai târziu, sunt la un pas de accederea în Divizia C, însă pierd la limită barajul. Totuși, imediat după baraj, amatorii din campionatul regional ajung direct în Divizia B: are loc a patra fuziune din istoria fotbalului feroviar clujean. În 1967, Clujeana Cluj își cedează locul în eșalonul secund, iar noua echipă se înscrie în Divizia B 1967-1968 sub denumirea de CFR Cluj. După un sezon fluctuant, feroviarii au un parcurs impecabil un an mai târziu, când echipa doctorului Rădulescu, în formula-tip Naghel (Hășmășan) - Țegean, Dragomir, Soos, Roman - Alexandru Vasile, Uifăleanu (Stîncel) - Bretan, Petru Emil, Mazurakis și Petrescu, reușește o nouă promovare în Divizia A.
În sezonul consecutiv promovării, CFR-iștii confirmă, pe etapă ce trece, prognozele pesimiste ale specialiștilor care vedeau trupa clujeană drept o certitudine în privința retrogradării. Numai forma la fel de proastă a contracandidatelor mențin încă vii, la finele turului sezonului 1969-1970, speranțele suporterilor feroviarilor într-un miracol. Miracolul se petrece în ultima etapă a unui retur în care, grație și aportului unor achiziții din intersezon, CFR-ul obține câteva victorii memorabile.
Următorul an e unul și mai slab. Lipsa de coeziune între compartimente și valoarea generală scăzută a echipei o aduc pe CFR în aceeași situație ca în anul precedent: salvarea de la retrogradare amânată până în ultima etapă. Lupta în doi cu Progresul e câștigată de CFR, care obține, dramatic, contra celor de la UTA Arad, punctul necesar menținerii în prima divizie. Echipa nu se regăsește nici în campionatul 1971-1972, ocupând ultima poziție în clasament o jumătate de tur, cu o singură victorie în prima parte a sezonului. Cu opt victorii, două egaluri și doar cinci înfrângeri, băieții din Gruia se clasează pe locul 2, imediat după campioana acelei ediții, într-un top al eficacității în a doua jumătate a întrecerii. Verdictul continuării în Divizia A se amână, a treia oară consecutiv, pentru ultima etapă, într-un meci în deplasare cu Steagul Roșu Brașov. O nouă salvare, iarăși pe seama jocului rezultatelor.
Echipa formată de Constantin Rădulescu în atâtea ediții de foc ale Diviziei A își arată, într-un final, adevăratul potențial, ocupând la finele ediției 1972-1973 cel mai bun loc din istoria grupării feroviare clujene de până în acel moment: locul 5. Adus de la Universitatea Cluj la schimb cu Soos, Mihai Adam inspiră, prin golurile sale, marea performanță a unui CFR cu o formulă-tip: Gadja - Lupu, Dragomir, Penzeș, Roman - Marius Bretan, Cojocaru (Vișan) - Sorin Bretan, Țegean (Pripici), Adam, Petrescu (Bucur). Bucuria sezonului excelent este dublată, peste vară, de cea a inaugurării arenei din Gruia cu prilejul unui meci-eveniment împotriva selecționatei Cubei.  În momentul în care toți specialiștii așteptau confirmarea din partea lor, CFR-iștii dezamăgesc din nou. Termină campionatul pe locul 14 din 18 echipe, dar scapă fără emoții de retrogradare. Echipa se consolează cu trofeul de golgheter obținut de Mihai Adam.
Sezonul 1974-1975 este unul amestecat pentru Adam, Bretan și compania. Echipa rămâne multă vreme în partea inferioară a clasamentului și termină undeva la mijlocul ierarhiei. Anul următor avea să fie ultimul în Divizia A pentru generația '70. CFR-iștii încep senzațional, înving cu 3-1, în chiar prima etapă, campioana Dinamo București, cu Dinu, Dudu Georgescu și Mircea Lucescu în teren. Încet, dar sigur, feroviarii se afundă, însă, în subsolul clasamentului. Miracolele din anii 1970-1973 nu se mai produc, iar CFR-ul retrogradează în Divizia B, la fel ca marea rivală locală, Universitatea, într-unul din cele mai dezamăgitoare sezoane din istoria fotbalului clujean.
În primul sezon de după retrogradare, CFR-iștii acuză șocul și renunță rapid la ambițiile luptei pentru promovare. Deși face un sezon excepțional, CFR-ul pierde promovarea la mare luptă cu FC Baia Mare. În anul următor, CFR-ul stă în umbra celor de la „U”. Finalul campionatului 1979-1980 îi găsește pe feroviari în zona retrogradării, lucru care nu se repetă și în sezonul 1980-1981  când, deși propun o componență mult schimbată, clujenii sunt mereu între echipele din fruntea clasamentului.

## Supraviețuirea: 1982-2001
Echipa se zbate în mediocritate, iar în 1982 ajunge chiar în Divizia C. În 1982, clubul fuzionează cu echipa locală a armatei, schimbându-și numele, care va fi timp de 7 ani Steaua-CFR. În campionatul 1982-1983, va ocupă primul loc în serie, revenind în Divizia B sub conducerea aceluiași competent și fidel antrenor, Dr. C. Rădulescu. Lotul de jucători era format din: Panița, Ferestean, Olteanu, H. Popa, Olariu, Toth, A. Mureșan, Tută, Jucan, Pop, Rău, Furnea, O. Mureșan, Tegean, Tatu, Sipos, Rus, I. Popa, Csudom, Berindei, O. Albu. Încă un sezon ratat, iar anul următor îi găsește pe vișinii în Divizia C. Reușesc o nouă promovare, de această dată cu Marius Bretan ca antrenor în sezonul 1985-1986, dar nu reușesc nici îndeplinirea baremului minimal de puncte. 
Începând cu sezonul 1987-1988, apar în echipa CFR-ului câteva dintre numele contemporane consacrate de anii '90 - Olariu, Trușcă, Iepure, Man, Miszti, Vădana sau Corpodean. Revoluția îi prinde pe feroviarii clujeni într-o situație organizațională precară, fapt reflectat de una dintre cele mai lungi perioade de anonimat din viața CFR-ului. Problemele financiare se acutizează când, rând pe rând, se pune lacătul pe mai multe dintre secțiile care au adus gloria sportului feroviar clujean. Cea mai costisitoare secție, fotbalul, rezistă totuși, dar eforturile de revenire în prim-plan sunt sortite din start eșecului. Repartizați în cea de-a doua serie a Diviziei B după reforma federală, CFR-iștii au evoluții modeste în edițiile 1992-1993 și 1993-1994. Chinul avea să prefațeze nereușitul sezon 1994-1995: băieții doctorului Rădulescu, revenit la conducerea tehnică a echipei, termină pe locul 16 din 18 participante și sunt forțați la un meci de baraj împotriva echipei Olimpia Satu Mare pentru continuarea în Divizia B. Formația la care debutaseră în acel sezon Minteuan și Coroian pierde barajul și retrogradează în Divizia C. Băieții din Gruia câștigă seria de C în fața ISCT-ului și termină fără emoții, la mijlocul clasamentului Diviziei B 1996-1997. Nici măcar numirea ca antrenor a fostei glorii a echipei, Marius Bretan, nu salvează echipa, care abordează sezonul 2000-2001 cu presiunea lipsurilor financiare, astfel echipa aflându-se în pragul chiar în pragul desființării.

## Visul European: 2001-2013
În 2001, în pauza dintre turul și returul Diviziei C, omul de afaceri clujean, Árpád Pászkány, este convins să investească în clubul din Gruia. Ținta, extrem de ambițioasă: primul eșalon în 4 ani. Echipa a început sezonul 2003-2004 cu o serie de 13 victorii consecutive, inclusiv un rezultat istoric, 10-0 cu Minaur Zlatna. Au urmat trei înfrângeri consecutive, după care Gică Ciorceri a fost demis, chiar înaintea pauzei de iarnă, iar echipa așteaptă returul de pe locul 5. În pauza de iarnă, la echipă este adus Adrian Coca. CFR revine în forță dar, după trei succese importante, face egal, 1-1, la Câmpia Turzii. Coca a fost înlocuit cu Aurel Șunda, tocmai liber de contract după o experiență reușită în Divizia A și după mai multe promovări succesive în primul eșalon. Până la finele campionatului, feroviarii nu mai pierd puncte decât o singură dată, egal la Zalău, în rest, merg din victorie în victorie, recuperând pas cu pas decalajul față de Olimpia Satu Mare și Jiul Petroșani. Ultima etapă îi găsește pe clujeni cu un punct în spatele minerilor, dar cu speranțe infime că Jiul se va împiedica pe teren propriu fie și în fața unui Gaz Metan Mediaș condus de Ioan Ovidiu Sabău. Însă, CFR-ul a învins-o cu 3-0 pe CS Deva, iar Jiul a reușit doar o remiză în meciul de pe teren propriu cu Gaz Metan Mediaș, ceea ce a făcut ca CFR să termine sezonul pe prima poziție și să promoveze în Divizia A.

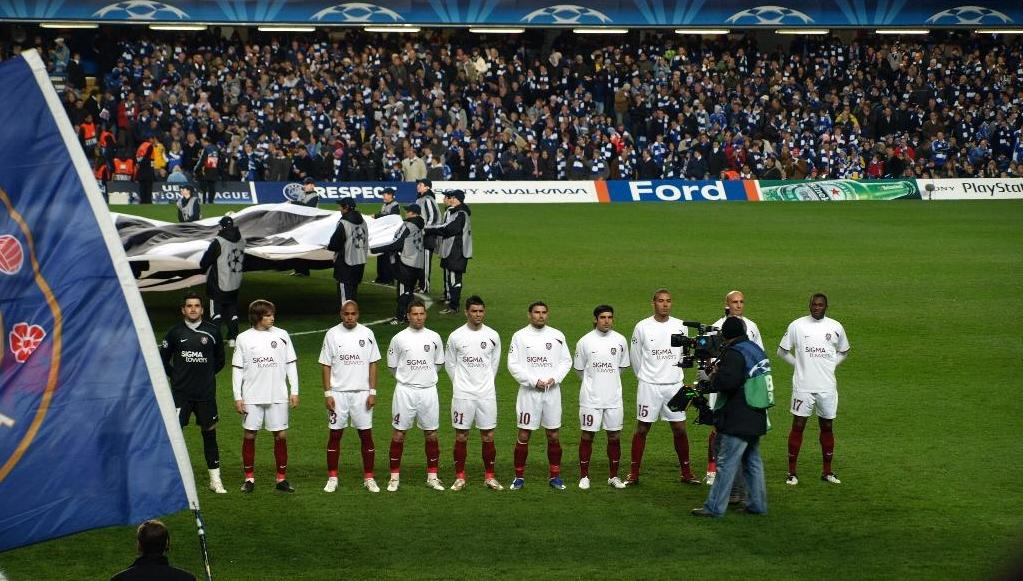
Primul unsprezece din decembrie 2008 înaintea meciului cu Chelsea Londra.

Revenirea în prima divizie după o pauză de 28 de ani îi prinde oarecum nepregătiți pe clujeni, care nu reușesc să-și întărească mulțumitor lotul, aducerea lui Vasile Jula reprezentând cea mai importantă mutare a verii. Până la finalul turului, feroviarii contabilizează, însă, 24 de puncte, un record în materie pentru o echipă nou-promovată. Returul este, însă, un dezastru, clujenii terminând pe locul 11, după ce experimentează emoțiile retrogradării. Bilanțul îi nemulțumește pe oficialii din Gruia care pregătesc o participare-eveniment în Cupa UEFA Intertoto 2005 și încep negocierile pentru găsirea unui nou tehnician. Dacă primul tur al Intertoto, cu cei de la Vetra Vilnius, este abordat cu Aurel Șunda la cârmă, acesta este înlocuit de internaționalul ex-stelist Dorinel Munteanu, venit în postura dublă de antrenor și jucător. Efervescența sosirii lui Munteanu îi inspiră pe CFR-iști care obțin calificare de mare răsunet contra lui Athletic Bilbao. Tilincă, Anca, Oncică și noile transferuri, Coroian și Minteuan, nu se opresc, însă, aici, reușind să treacă și de AS Saint-Etienne. Semifinala cu Zalgiris Vilnius este doar o formalitate pentru clujeni, provocarea cea mare venind abia apoi: finala în două manșe contra echipe franceze RC Lens. Un meci tur (1-1) plin de ghinion îi condamnă pe clujeni la medaliile de argint, francezii dovedindu-se prea puternici pe propriul teren (3-1).

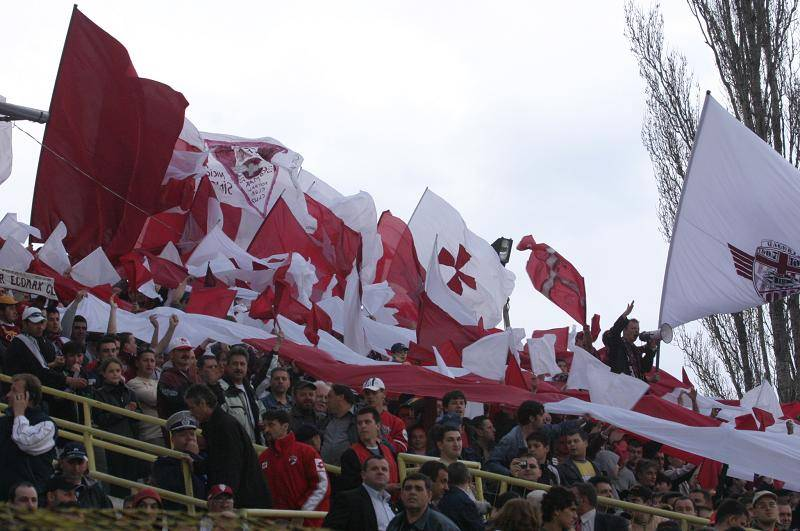
Galeria CFR-ului în 2006

Puțini le dădeau feroviarilor șanse reale la primele locuri după epuizanta vară în Intertoto, însă Munteanu dovedește un bun management al resurselor echipei sale. Noul campionat, Divizia A 2005-2006, aduce egalarea celei mai bune performanțe din istoria clubului, locul 5 în Divizia A. Văzându-se atât de aproape de visul cupelor europene, patronul pregătește pentru sezonul centenarului echipei un buget inimaginabil cu o jumătate de deceniu în urmă: peste 6 milioane de euro. O întreagă legiune portugheză ia drumul Clujului, Manuel Jose, Cadu, Pedro Oliveira și Semedo devenind prezențe obișnuite în primul „11”. După cinci victorii consecutive în debutul sezonului Ligii I 2006-2007, ruptura dintre conducătorii tot mai nerăbdători și mai pretențioși, și Dorinel Munteanu, tot mai irascibil și mai dominat psihic de presiunea din jurul echipei, devine evidentă. Dorinel părăsește intempestiv formația clujeană, semnând peste noapte, în plin campionat, un angajament cu FC Argeș Pitești. Oficialii din Gruia trec repede peste șoc și îl conving pe italianul Cristiano Bergodi să revină în prima ligă după experiența de la FC Național București. CFR-ul ocupă locul 1 în clasamentul neoficial al rezultatelor din returul de campionat. Pierde, însă, în fața Stelei, pe teren propriu, și își compromite șansele de a juca în Liga Campionilor. Calificarea în premieră în Cupa UEFA, chiar în anul centenarului, e pretextul pentru noi achiziții – portughezii Leao, Amoreirinha și Nuno Claro, fostul stelist Trică, ex-bistrițeanul Gabriel Mureșan, suedezul Sandberg sau nigerianul Ogbonna. La echipă sosește și antrenorul Ioan Andone, care în 2004 a câștigat eventul cu Dinamo (Campionatul și Cupa României). Debutul într-o competiție majoră a Europei se soldează însă cu o mare dezamăgire: 1-3 cu Anorthosis Famagusta, echipă din modestul campionat al Ciprului. În retur, rezultatul de 0-0 în fața ciprioților le-a adus CFR-iștilor primele puncte europene din istorie. Deși în cupele europene au dezamăgit, în campionat CFR-iștii au beneficiat de un tur foarte reușit și au terminat sezonul pe primul loc, la un punct distanță de ocupanta locului secund, Steaua București. De asemenea, clujenii reușesc eventul învingând la Piatra Neamț, cu scorul de 2-1, o altă prezență nouă pe prima scenă a fotbalului românesc, anume Unirea Urziceni.
După un început modest în startul sezonului 2008-2009, Ioan Andone este demis și înlocuit cu italianul Maurizio Trombetta. În prima prezență în Liga Campionilor UEFA, CFR a început grupa A cu o victorie în deplasare pe terenul lui AS Roma, cu 2-1 și o remiză pe teren propriu cu Chelsea Londra (0-0), dar a continuat cu înfrângeri în celelalte partide, încheiind grupa pe locul 4. În același an, Steaua reușise doar un punct în aceeași competiție, cu 3 mai puțin decât CFR. În acest sezon, CFR-ul dezamăgește în campionat, rămânând un arbitru în lupta pentru titlu și reușind să încurce în final de sezon și pe viitoarea campioană, Unirea Urziceni (1-1), dar și pe vicecampioana FC Timișoara (2-0). Trombetta fusese demis după finalul turului și în ianuarie 2009 fusese instalat ca antrenor principal necunoscutul ceh Ales Jindra, iar consilier sportiv Dušan Uhrin, Jr., fostul antrenor al echipei FC Timișoara. Ei sunt demiși după doar 5 etape. Locul lui Ales Jindra este ocupat de António Conceição da Silva Oliveira, el venind la CFR Cluj liber de contract. O consolare pentru echipa clujeană este a doua Cupă din palmares, obținută la Târgu Jiu, după o finală câștigată cu scorul de 3-0 împotriva Timișoarei. Peste câteva luni, CFR-ul câștigă al 4-lea trofeu din istorie, Supercupa României, învingând la penalty-uri pe Unirea Urziceni (4-3).

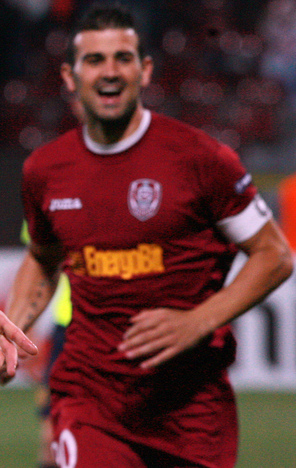
Ricardo Cadú, căpitanul echipei în perioada 2007-2014

În sezonul 2009-2010, CFR Cluj participă în UEFA Europa League (competeție redenumită din Cupa UEFA) însă nu trece de faza grupelor. În campionat, CFR se instalează pe prima poziție la finele turului și nu mai cedează acest loc până la final, cucerind pentru a doua oară în istorie titlul de campioană a României, în dauna Unirii Urziceni și FC Vaslui, și pentru a treia oară consecutiv, Cupa României. În iulie, CFR Câștigă și Supercupa României pentru a realiza cel de-al doilea event din istoria clubului.
CFR Cluj a primit pentru participarea în grupele Ligii Campionilor 2010-2011, 18.412.000 euro. În urma tragerii la sorți ce a avut loc la Monaco, clujenii au întâlnit-o pe AS Roma, cu care s-a înfruntat și la prima sa participare în Liga Campionilor, și FC Basel 1893. Cap de serie în grupa CFR-ului a fost finalista sezonului anterior, FC Bayern München. Clubul feroviar a beneficiat de o cotă de piață mult peste alte echipe din Europa, printre care Șahtior Donețk, Lyon și chiar Valencia.
În sezonul 2011-2012, CFR Cluj a obținut pentru a treia oară în istoria clubului titlul de campioană a României. În urma obținerii titlului de campioană în sezonul precedent, CFR Cluj a avut șansa să joace în turul trei de calificare pentru grupele din Liga Campionilor. Pe data de 1 august 2012, CFR Cluj a întâlnit campioana Cehiei, acasă, unde a obținut victoria prin golul marcat de Ricardo Cadú, returul din Cehia pe 8 august 2012 a dus echipa în play off, scor 1-2, prin golurile marcate de Pantelis Kapetanos și Modou Sougou. În data de 21 august 2012, CFR Cluj a întâlnit din nou pe FC Basel în runda play off a Ligii Campionilor 2012-2013.. În deplasare (tur) echipa a obținut o victorie prin cele două goluri marcate de Modou Sougou, meciul încheindu-se, la Basel, cu scorul 1-2. După returul de la Cluj, echipa CFR s-a calificat pentru a treia oară în Liga Campionilor, în urma victoriei obținute cu 1-0, gol marcat de Pantelis Kapetanos. În data de 19 septembrie 2012, echipa din Cluj s-a deplasat la Braga unde, prin golurile marcate de Rafael Bastos, echipa a obținut primele trei puncte în grupă, în prima etapă. În etapa următoare, chiar dacă CFR, prin Kapetanos, a deschis scorul la Cluj în meciul cu Manchester United, Robin Van Persie a marcat două goluri, aducând victoria echipei engleze. În etapa a treia în meciul cu Galatasaray, CFR a remizat, după un meci în care CFR a jucat în inferioritate numerică din minutul 28. În retur de la Cluj, Galatasaray a câștigat prin cele trei goluri marcate de golgeterul echipei turce din Liga Campionilor, Burak Yılmaz, golul de onoare pentru CFR fiind marcat de Modou Sougou. În penultima etapă, CFR a susținut la Cluj returul cu echipa Sporting Braga, meci câștigat de echipa din Cluj cu trei la unu prin golurile lui Rui Pedro, prin această victorie echipa CFR Cluj își asigura locul trei în grupă și totodată calificarea în Europa League. În data de 5 decembrie a avut loc ultima etapă din grupa H, CFR Cluj impunându-se în meciul cu Manchester United prin golul lui Alberto. După cele șase etape, CFR Cluj a obținut 10 puncte, dar Galatasaray a învins pe Braga cu doi la unu în ultima etapă, fapt ce a dus la calificarea de pe locul doi al echipei din Istanbul. Echipa CFR Cluj a obținut până acum cel mai bun rezultat al unei echipe românești în Liga Campionilor UEFA, o competiție care are acest nume și există în acest format din 1992. CFR Cluj este totodată și prima echipă din România care învinge pe Manchester United pe Old Trafford, echipă antrenată pe atunci de legendarul Sir Alex Ferguson. CFR Cluj își continuă parcursul european din acel sezon jucând în șaisprezecimile Europa League, fază în care s-a calificat în premieră, unde a întâlnit echipa italiană Internazionale Milano. După turul din Italia, 2-0, și un retur 0-3 pe teren propriu, CFR este eliminată de Inter Milano cu scorul general de 0-5. Paralel cu rezultatele din cupele europene, CFR Cluj are o prestație dezamăgitoare în campionat, care îi asigură doar locul 9 la finalul sezonului 2012-2013. Totodată, feroviarii pierd Cupa României în fața Petrolului Ploiești, ratând, astfel, ocazia de a participa în Europa League din postura de deținătoare a trofeului.

## Reorganizarea și o nouă hegemonie a campionatului intern: 2013-2022
Dezamăgiți de rezultatele din campionat, la începutul sezonului 2013-2014 oficialii din Gruia îl aduc pe Mircea Rednic pe banca tehnică a clubului, în scopul obținerii unui nou titlu de campioană. Însă, după evoluția modestă din primele patru etape, Rednic este demis, iar Petre Grigoraș îi ia locul în funcția de antrenor. La sfârșitul etapei a XIX-a, CFR ocupa locul 7 cu 28 de puncte, iar Petre Grigoraș este demis la rândul său, antrenor fiind numit Vasile Miriuță. Sub comanda acestuia, feroviarii clujeni termină ediția de campionat 2013-2014 pe locul 6, ocupând în extremis ultimul loc de Europa League datorită insolvenței declarate de către ocupanta locului 4, FC Dinamo București și a neobținerii licenței pe criterii financiare de către ocupanta locului 5, FC Vaslui.
În returul ediției de campionat 2013-2014, clubul începe să se confrunte cu probleme financiare, înregistrând restanțe salariale către jucători și obținând la limită licența pentru sezonul următor al Ligii I. La data de 22 mai 2014, în cadrul unei conferințe de presă, Árpád Pászkány își anunță retragerea din cadrul clubului, prin cesionarea acțiunilor sale deținute în calitate de persoană fizică către un SA cu 29 de acționari. Ricardo Cadú, cel mai emblematic jucător din istoria modernă a CFR-ului, și-a anunțat la data de 17 mai 2014 despărțirea pe cale amiabilă de clubul feroviar. În Europa League, după o calificare chinuită cu Jagodina, CFR a fost eliminată în turul 3 de Dinamo Minsk dupa 0–2 în Gruia și 0–1 în Belarus.
CFR a început ediția de campionat 2014-2015 în mod fulminant, terminând turul pe locul 2, la câteva puncte în spatele Stelei, dar problemele financiare au dus la declanșarea procedurii de intrare în insolvență a clubului. Dupa ce a eșuat în plata datoriilor către cinci foști jucători ai echipei, CFR a fost penalizată cu 24 de puncte de către Federația Română de Fotbal, penalizare care i-a plasat direct pe locul 18; prin urmare, mulți jucători au părăsit clubul. CFR a apelat decizia Federației la Tribunalul de Arbitraj Sportiv, iar în mai 2015, TAS a decis anularea penalizării. CFR a terminat campionatul pe locul 3. În 2016, CFR a câștigat la penalty-uri, pentru a patra oară, Cupa României în fața celor de la Dinamo, dar nu a putut participa în Europa League din cauza insolvenței.
La începutul anului 2017, omul de afaceri clujean Marian Băgăcean a cumpărat 62% din acțiunile clubului; infuzia masivă de capital, în valoare de peste 5 milioane de euro, a fost suficientă pentru ca CFR să își plătească datoriile și să reușească ieșirea din insolvență în luna mai a aceluiași an, devenind a doua echipă din România, după Dinamo, care evită falimentul în urma declanșării procedurii de reorganizare. În paralel cu redresarea financiară, CFR a avut un sezon bun cu Vasile Miriuță pe banca tehnică, reușind calificarea în play-off și clasarea pe locul 4 la finalul campionatului.

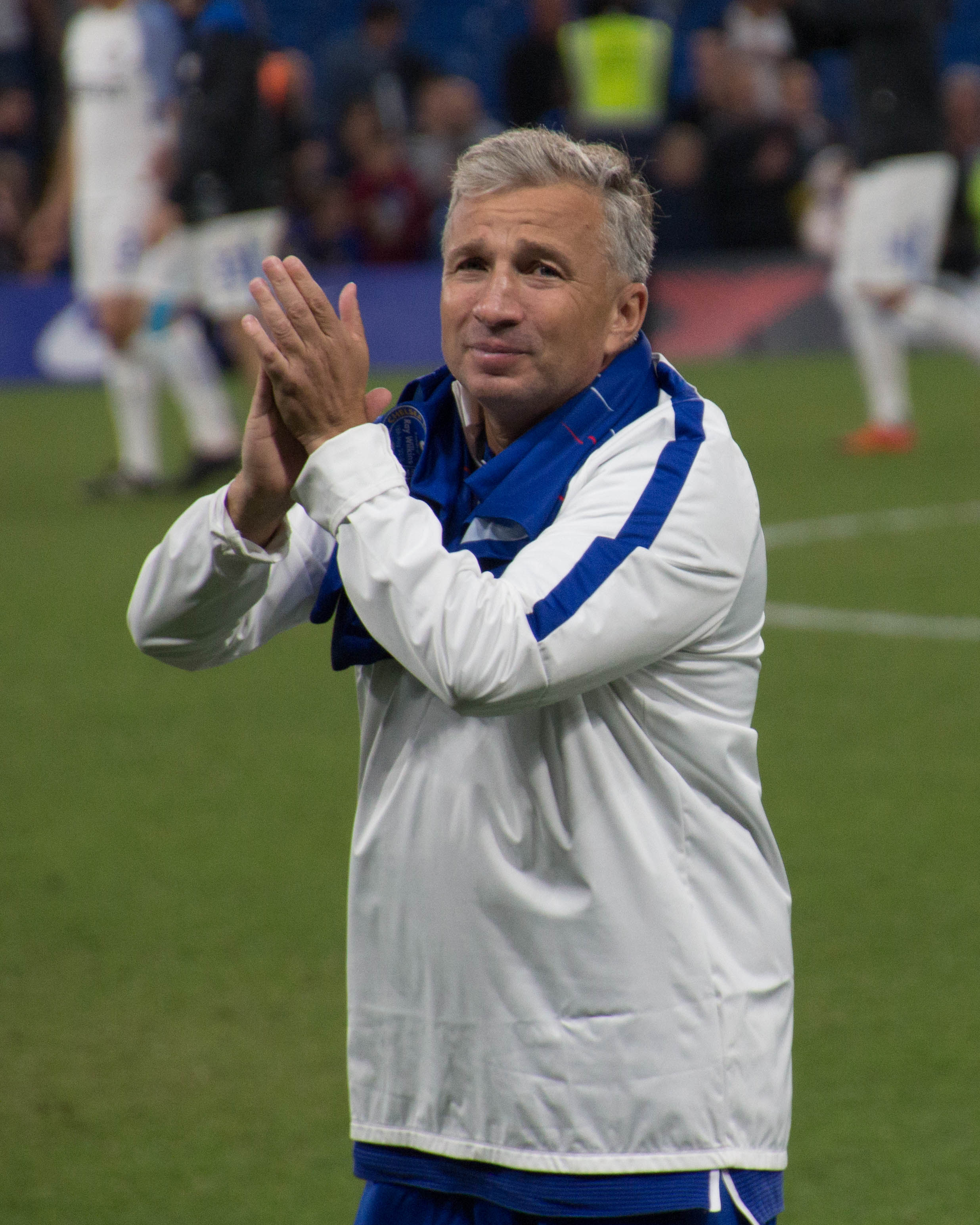
Dan Petrescu a condus echipa spre titlurile din 2018 și 2020. El a antrenat echipa o scurtă perioadă de timp pentru ultimele meciuri din Liga I 2018–2019 pe care, de asemenea, a câștigat-o

La începutul sezonului 2017-2018, oficialii din Gruia îl aduc pe Dan Petrescu pe banca tehnică, întreprinzând în același timp și o campanie ambițioasă de transferuri, cu scopul calificării în play-off și al revenirii în cupele europene după trei ani de absență. Cu Petrescu la cârma echipei, CFR Cluj câștigă titlul de campioană pentru a patra oară în istorie, după o pauză de 6 ani, la un an după ieșirea din insolvență.
După ce Dan Petrescu a anunțat că va pleca de la echipă, înlocuitor al acestuia a fost adus Edward Iordănescu, însă doar pentru o scurtă perioadă de timp, reușind să câștige Supercupa României 2018 în acest interval. Această cupă a fost însă eclipsată de eliminările din Liga Campionilor în fața lui Malmö FF (scor 1-2 la general), și a celei din Play-off-ul Europa League în fața luxemburghezilor de la F91 Dudelange (scor general 2-5), o eliminare catalogată de Gazeta Sporturilor drept „cea mai mare rușine din istoria fotbalului românesc”. Astfel Toni Conceição a preluat cârma echipei și a reușit rezultate bune cu echipa până în martie 2019, când Dan Petrescu a revenit din nou la CFR. Pe 12 mai 2019, după victoria 1-0 împotriva Universității Craiova, CFR a câștigat titlul pentru a doua oară consecutiv, și pentru a cincea oară în istorie.

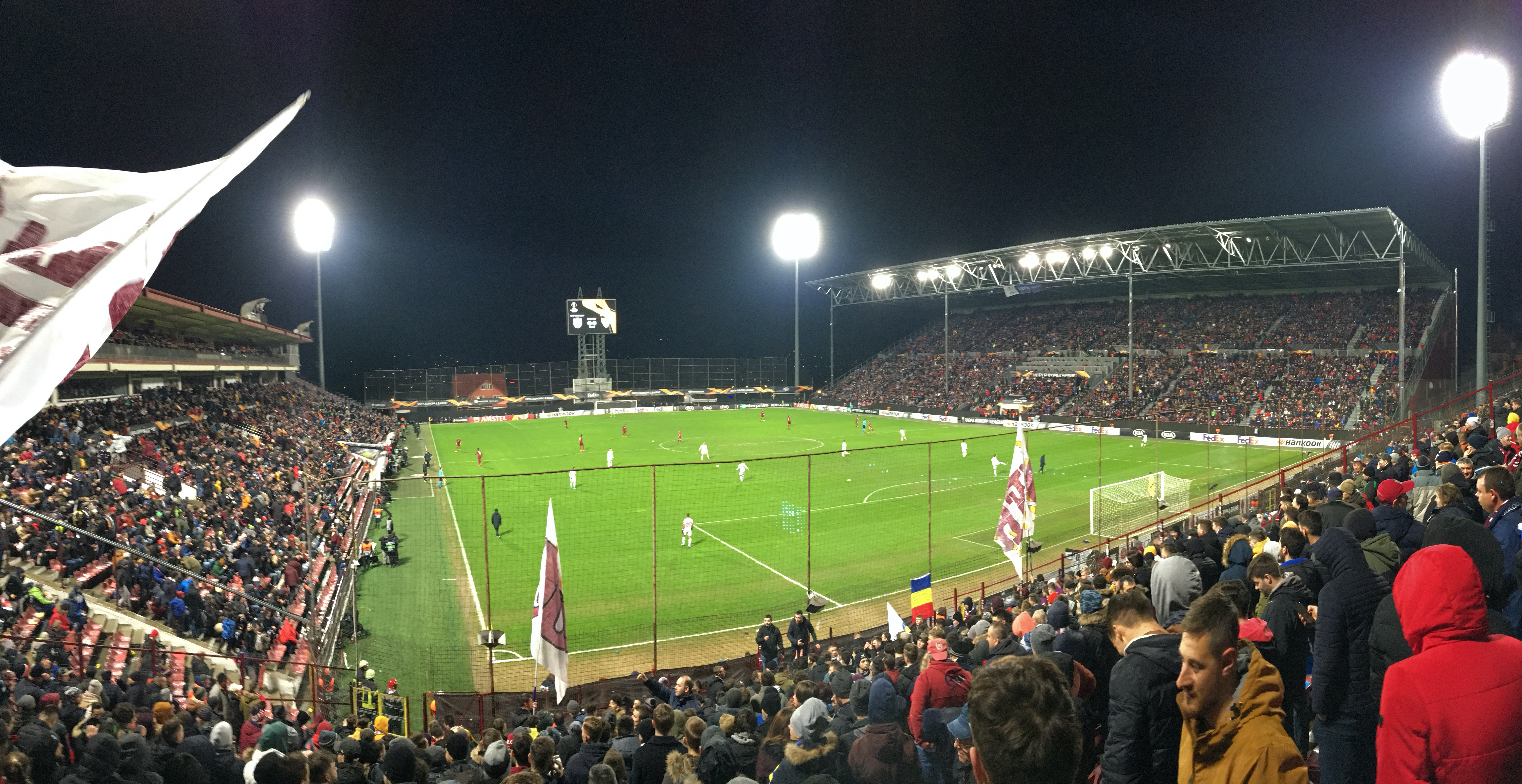
Atmosfera cu Sevilla de pe Stadionul Dr. Constantin Rădulescu, meci încheiat 1-1

Începutul sezonului 2019-2020 a fost unul destul de dezamăgitor: pierderea Supercupei României în fața lui Viitorul, o înfrângere în deplasare în turul I preliminar al Ligii Campionilor în fața celor de la Astana cu 0-1, și un egal cu Politehnica Iași în campionatul intern. Însă aceste rezultate au fost doar un impas trecător. CFR a întors scorul în returul cu Astana și a fost la un pas să ajungă în grupele celei mai titrate competiții din Europa după ce a trecut de Maccabi Tel Aviv și Celtic Glasgow, oprindu-se însă în play-off în fața celor de la Slavia Praga cu scorul general de 0-2. Această eliminare însemna că CFR va evolua în grupele Europa League alături de SS Lazio, Celtic (echipa pe care a eliminat-o în preliminariile Ligii Campionilor), și Rennes. Datorită programului încărcat, cu meciuri interne și europene, Dan Petrescu a fost nevoit să folosească două echipe: o echipă secundară pentru meciurile din campionat, și echipa de bază pentru meciurile din cupele europene. Însă, acest lucru nu a fost un impediment deoarece Alb-Vișiniii reușeau să domine campionatul intern. În grupele Europa League, CFR a continuat parcursul fantastic acumulând 12 puncte (un nou record pentru o echipă din România) după ce i-a învins pe Lazio, Celtic, și Rennes de două ori, terminând pe locul 2 Grupa E și calificându-se în șaisprezecimile competiției unde a dat piept cu formația spaniolă Sevilla. După 1-1 la Cluj, și 0-0 la Sevilla (după ce clujenii au avut un gol anulat în minutul 87 pentru un henț), CFR a fost eliminată din competiție datorită golului din deplasare marcat de spanioli, Sevilla reușind mai târziu să câștige competiția. În campionat, CFR a terminat sezonul regular pe primul loc cu 52 de puncte și începea play-off-ul cu 26 de puncte, cu 3 peste formația de pe locul 2, Universitatea Craiova. Pe data de 12 martie 2020, Liga Profesionistă de Fotbal a decis suspendarea tuturor jocurilor aferente competițiilor oficiale organizate de FRF, LPF și AJF/AMFB, din cauza pandemiei de coronavirus, iar CFR avea un avans de 4 puncte peste Craiova. După o pauză de 3 luni, jocurile au fost reluate pe 13 iunie. CFR a avut un început stângaci, pierzând meciul direct cu Craiova (scor 2-3), iar oltenii preluau conducerea campionatului, având un punct peste CFR cu două etape înainte de final. Datorită unui focar de coronavirus apărut la Astra Giurgiu, oltenii nu au mai putut juca meciul cu giurgiuvenii programat în etapa a IX-a din play-off și rămâneau cu 44 de puncte în clasament, în timp ce clujenii aveau 46 de puncte după ce au efectuat cele nouă meciuri. Ultima partidă din play-off fiind chiar disputa dintre Craiova și CFR, ea s-a disputat în condiții nemaîntâlnite. Deoarece oltenii rămâneau cu un meci în minus, iar jucarea restanței cu Astra era imposibilă, FRF a decis ca partida Universitatea Craiova-CFR Cluj să se dispute ca o finală, astfel că echipa care va câștiga meciul va cuceri titlul, iar dacă va fi egalitate după timpul regulamentar, se vor juca prelungiri și, eventual, se vor executa lovituri de departajare. Însă, după un început bun al Craiovei, marcând primul gol al meciului în minutul 10, CFR a revenit și a câștigat cu 3-1, reușind astfel să câștige cel de-al treilea titlu consecutiv, și al șaselea din istorie.
În Liga Campionilor 2020-2021, CFR este eliminată în turul II preliminar, la penalty-uri, de Dinamo Zagreb, însă formația clujeană ajunge din nou în grupele Europa League, pentru al doilea an la rând. De această dată însă, echipa nu trece de grupe, acumulând doar 5 puncte. În decembrie 2020, după un șir de înfrângeri, Dan Petrescu este demis, iar în locul lui este adus Edward Iordănescu, din nou la conducerea echipei. Pe 18 mai 2021, după o victore 1-0 pe terenul echipei FC Botoșani, cu o etapă înainte de final, CFR Cluj își adjudecă cel de-al patrulea titlu consecutiv și al șaptelea din palmares.
În Liga Campionilor 2021-2022, CFR a fost eliminată în turul III preliminar, cu 4-2 la general, de Young Boys, iar în play-off-ul Europa League, campioana s-a întâlnit cu cei de la Steaua Roșie Belgrad unde a fost eliminată de echipa din Serbia cu 6-1 la general, astfel CFR ajungând în grupele celei de a treia competiții UEFA, Conference League, de unde nu reușește să treacă mai departe, astfel, aventura europeană terminându-se pentru clujeni. În play-off, CFR a avut aproape până în ultimul moment o luptă dură pentru titlu cu cei de la FCSB, care au reușit să câștige la Cluj cu 1-0. Pe 16 mai 2022, CFR a învins-o pe Universitatea Craiova cu 2-1, egalul făcut de FCSB cu cei de la FC Voluntari pe 15 mai 2022, și victoria CFR-ului contra Craiovei, le-a adus clujenilor cel de al cincilea titlu consecutiv și al optulea din palmares, devenind a treia cea mai titrată echipă din istoria României și egalând o performanță pe care doar Steaua București și Chinezul Timișoara au mai avut-o, câștigarea campionatului de 5 ori consecutiv.

## Istorie recentă (2022-prezent)
Sezonul 2022-2023 a început catastrofal pentru CFR, echipa pierzând Supercupa României 2022 și a fost eliminată din primul tur de calificare al Ligii Campionilor de către Pyunik din Armenia. Totuși, au continuat în Conference League și au reușit să se califice în faza grupelor. În campionat, CFR nu a mai avut performanța din anii trecuți, echipa suferind șapte înfrângeri în sezonul regular, lucru ce s-a mai întâmplat o singura dată, în 2015-2016, primul sezon cu sistem play-off/play-out. A apărut o nouă forță, Farul Constanța, care s-a clasat pe primul loc înaintea începerii play-off-ului, cu CFR la un punct în spate. Echipa nu a putut ține însă pasul în play-off cu contracandidatele la titlu Farul și FCSB, și a încheiat sezonul pe locul 3, ratând titlul pentru prima oară după cinci ani. În Europa, CFR a ajuns până în play-off-ul eliminatoriu, de unde a fost eliminată de Lazio. În urma sezonului 2024-2025, CFR Cluj a terminat pe locul doi în SuperLigă și a câștigat Cupa României, învingându-i pe cei de la Hermannstadt în finală. Astfel, CFR Cluj va juca în viitorul sezon în preliminariile UEFA Europa League, în turul I preliminar al acestei competiții mai precis.